# Корзина с хлебом
Корзина с хлебом — картина испанского художника Сальвадора Дали.
На картине изображено четыре куска хлеба с маслом на них, в корзине. Корзина стоит на смятой белой ткани. Картина находится в музее Сальвадора Дали, в Сент-Питерсберге (Флорида).
Картина была закончена в 1926 году, когда Дали было двадцать два года.
Впоследствии по поводу этой работы Дали сказал: «Хлеб по своей природе гетерогенен, он терпит и литургическое надувательство со стороны корзины, и анархизм драпировки».
Это первая работа Дали из числа картин, изображающих хлеб. Другим примером является «Корзинка с хлебом», выполненная в 1945 году.